# Museu Arqueològic de Mitilene
El Museu Arqueològic de Mitilene és un museu de Grècia. Està situat a l'illa de Lesbos.

## Història del museu
El 1935 l'Escola Nord-americana d'Estudis Clàssics va finançar la construcció d'un primer museu de Mitilene. Al 1963, però, l'edifici va quedar danyat per qüestions geològiques i els objectes del museu s'hagueren de traslladar a ubicacions provisionals fins que al 1965 s'emmagatzemaren en un edifici residencial construït al 1912 i comprat pel Ministeri de l'Interior de Grècia. Aquest va passar a dependre del Ministeri de Cultura el 1990. D'altra banda, des de 1984 s'havia iniciat la construcció d'un nou edifici per albergar el nombre creixent de troballes arqueològiques procedents de les excavacions de l'illa. Aquest nou edifici s'acabà de completar el 1995. Per això, el museu és compon des de llavors dels dos edificis, que estan separats per pocs metres de distància.

## Col·leccions

### Edifici antic
L'edifici més antic consta de dues plantes. S'hi exposa la història de Lesbos des del Neolític tardà fins a l'època romana. Al primer pis s'exhibeixen objectes del Neolític —procedents de la cova de San Bartolomé— i de l'edat del bronze —del jaciment arqueològic de Thermí. En el segon, hi ha els objectes pertanyents a períodes compresos entre el s. X ae i IV de, procedents principalment d'Antissa i Mitilene, entre els quals destaquen els singulars capitells eolis. Al pati es troben elements arquitectònics dels períodes hel·lenístic i romà, així com algunes escultures de gran volum.

### Edifici nou
L'edifici nou, a diferència de l'antic, es dissenyà per tenir específicament una funció de museu. A més dels espais d'exposició permanent, hi ha sales per a exposicions temporals, oficines, magatzems, un laboratori, sala de conferències i altres serveis.

L'exposició permanent d'aquest nou edifici presenta com eren les pràctiques religioses, la vida quotidiana, l'economia i altres aspectes de Lesbos del s. III ae al IV de. Entre els objectes exposats destaquen mosaics i objectes relacionats amb simposis d'època romana, a més d'una àmplia mostra de tot tipus d'escultura de l'illa de Lesbos.

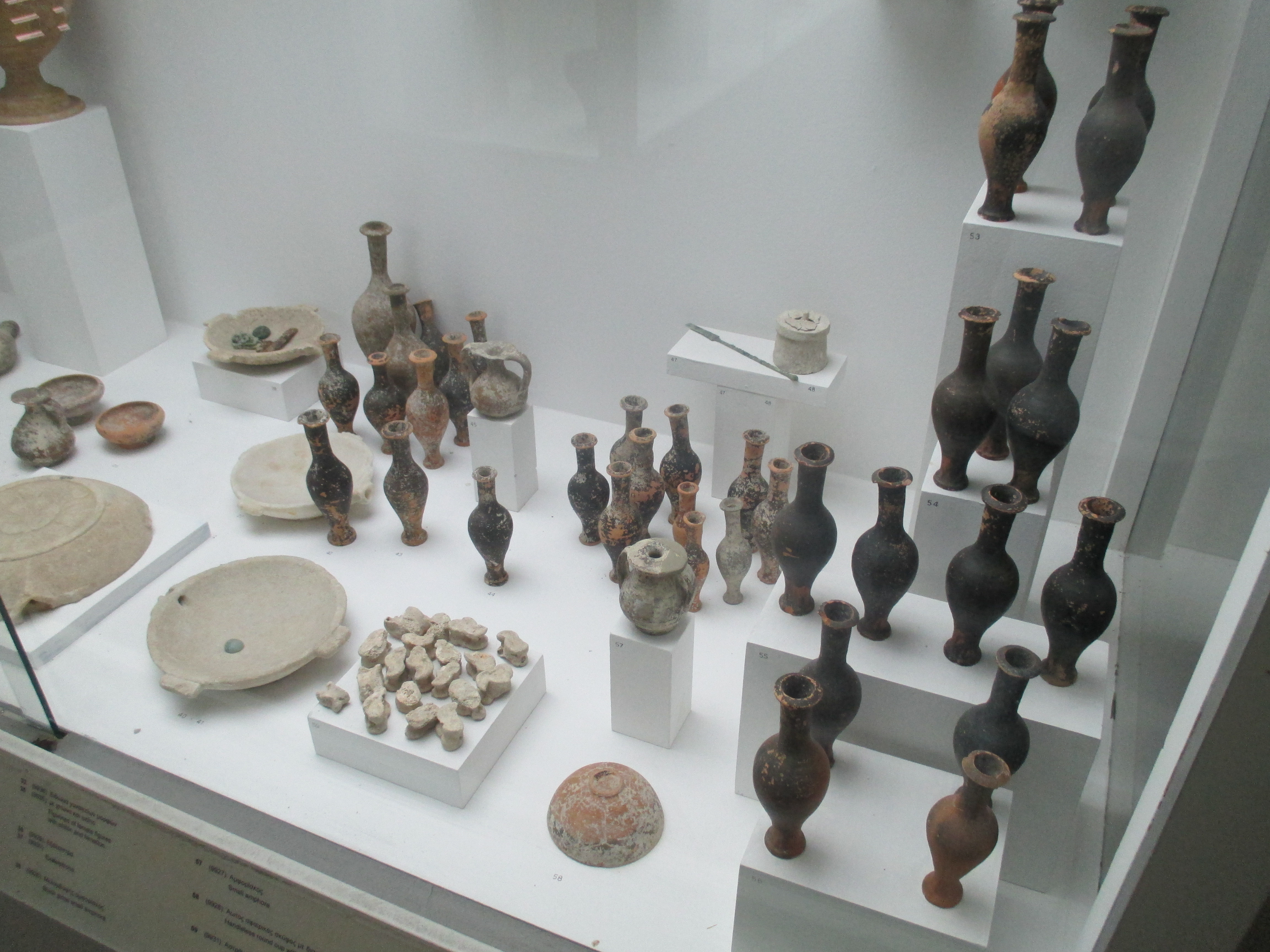
Alguns dels objectes exposats a l'edifici antic
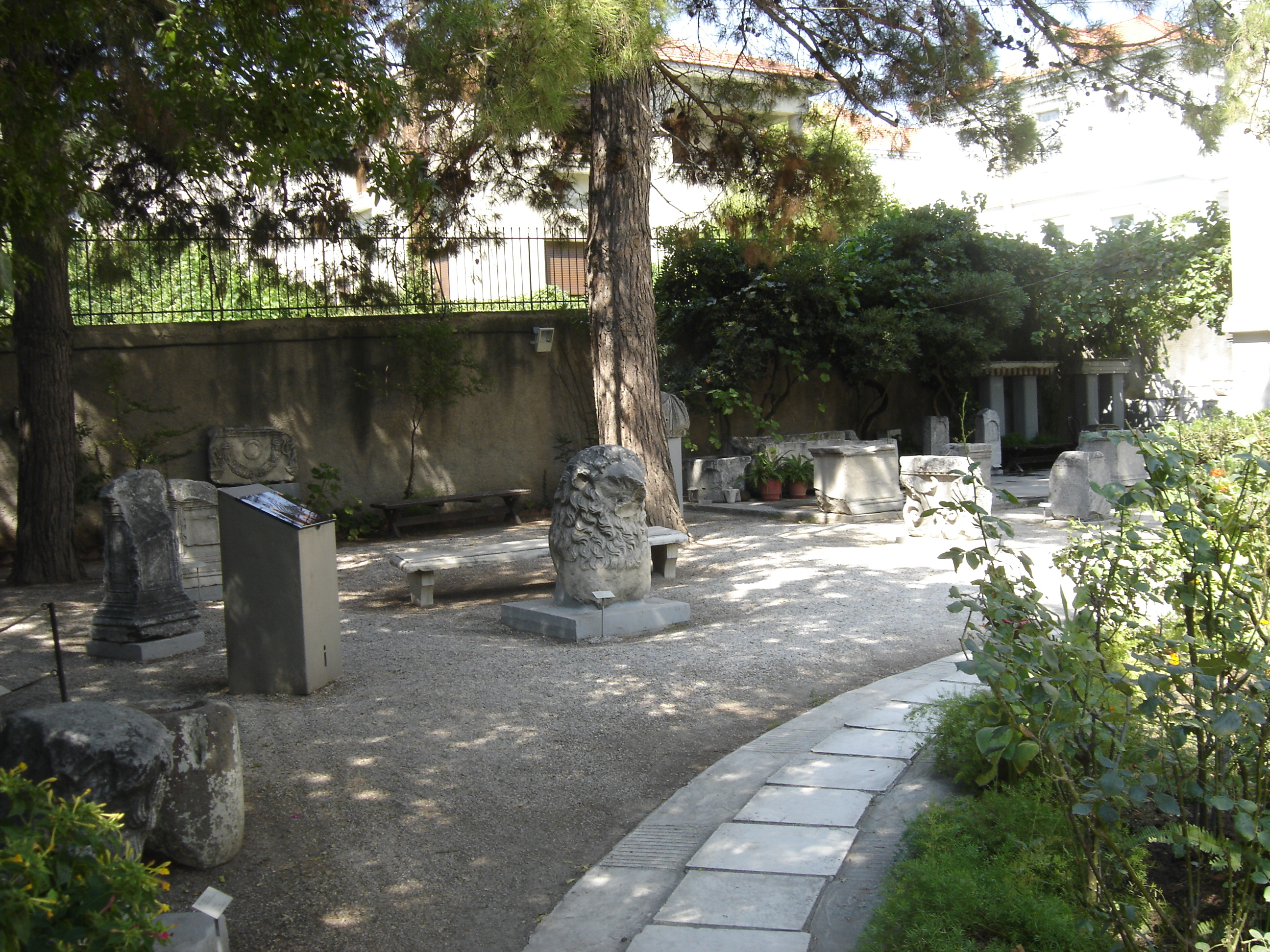
Pati de l'antic museu
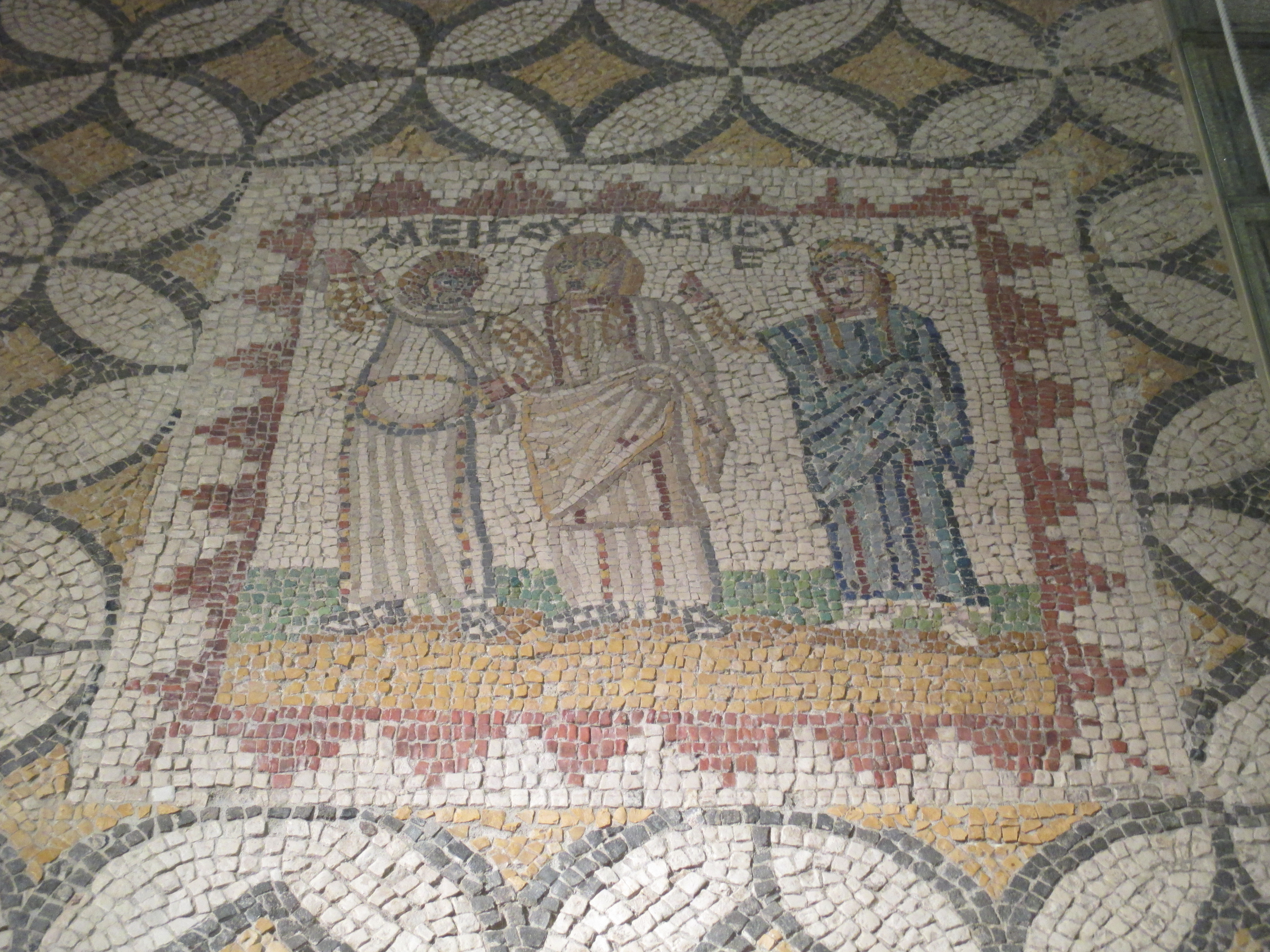
Mosaic romà